# Football Club Chiasso 2012-2013
Questa voce raccoglie le informazioni riguardanti il Football Club Chiasso nelle competizioni ufficiali della stagione 2012-2013.

## Stagione
Nella stagione 2012-2013 il Chiasso, allenato da Livio Bordoli, concluse il campionato di Challenge League al 6º posto. In Coppa Svizzera il Chiasso fu eliminato al secondo turno dal Basilea.

## Rosa
| N. |                       | Ruolo | Calciatore          |
| -- | --------------------- | ----- | ------------------- |
| 1  | Italia (bandiera)     | P     | Andrea Capelletti   |
| 1  | Italia (bandiera)     | P     | Stefano Noseda      |
| 2  | Svizzera (bandiera)   | D     | Alessandro D'Aloia  |
| 3  | Argentina (bandiera)  | D     | Emiliano Dudar      |
| 4  | Italia (bandiera)     | C     | Riccardo Riva       |
| 5  | Svizzera (bandiera)   | D     | Igor Đurić          |
| 6  | Svizzera (bandiera)   | D     | Tito Tarchini       |
| 7  | Italia (bandiera)     | C     | Andreas Becchio     |
| 7  | Italia (bandiera)     | C     | Alessandro Gherardi |
| 8  | Svizzera (bandiera)   | D     | Mattia Croci-Torti  |
| 9  | Portogallo (bandiera) | A     | Luís Pimenta        |
| 9  | Italia (bandiera)     | A     | Giancarlo Varvelli  |
| 10 | Portogallo (bandiera) | C     | Mateus Fonseca      |
| 11 | Svizzera (bandiera)   | C     | Dragan Mihajlović   |

| N. |                     | Ruolo | Calciatore        |
| -- | ------------------- | ----- | ----------------- |
| 11 | Nigeria (bandiera)  | A     | Saidu Adeshina    |
| 12 | Svizzera (bandiera) | C     | Danick Yerly      |
| 13 | Albania (bandiera)  | D     | Shpend Matoshi    |
| 14 | Svizzera (bandiera) | C     | Mirko Facchinetti |
| 14 | Somalia (bandiera)  | A     | Ayub Daud         |
| 15 | Svizzera (bandiera) | C     | Sandro Reclari    |
| 16 | Svizzera (bandiera) | C     | Michele Maggetti  |
| 18 | Italia (bandiera)   | P     | Mirco Martinazzo  |
| 19 | Svizzera (bandiera) | D     | Antonio Felitti   |
| 20 | Svizzera (bandiera) | C     | Daniel Garetto    |
| 21 | Svizzera (bandiera) | C     | Davide Riva       |
| 23 | Italia (bandiera)   | D     | Mirko Quaresima   |
| 24 | Svizzera (bandiera) | C     | Nicola Padula     |

## Organigramma societario
Area tecnica
- Allenatore: Livio Bordoli
- Allenatore in seconda: Gianluca Dormiente
- Preparatore dei portieri: Paolo Bernasconi, Enrico Malatesta
- Preparatori atletici: Stefano Faletti

## Calciomercato

### Sessione estiva
| Acquisti | Acquisti          | Acquisti             | Acquisti |
| R.       | Nome              | da                   | Modalità |
| -------- | ----------------- | -------------------- | -------- |
| C        | Danick Yerly      | Sion                 |          |
| D        | Saulo Decarli     | Locarno              |          |
| D        | Igor Đurić        | Kriens               |          |
| C        | Mirko Facchinetti | Bellinzona           |          |
| D        | Antonio Felitti   | Lugano II            |          |
| A        | Luís Pimenta      | Lugano               |          |
| C        | Michele Maggetti  | Lugano               |          |
| C        | Mateus Fonseca    | Sporting Lisbona U19 |          |
| D        | Siqueira Barras   | Bellinzona           |          |

| Cessioni | Cessioni           | Cessioni   | Cessioni |
| R.       | Nome               | a          | Modalità |
| -------- | ------------------ | ---------- | -------- |
| A        | Mirco Graf         | Tuggen     |          |
| D        | Denis Markaj       | Bellinzona |          |
| A        | Riccardo Pasi      | Bologna    |          |
| C        | Michaël Perrier    | Bellinzona |          |
| D        | Giuseppe Rapisarda | Wohlen     |          |
| D        | Daniele Russo      | Bellinzona |          |
| C        | Matteus Senkal     | Wohlen     |          |
| D        | Fulvio Sulmoni     | Bellinzona |          |

### Sessione invernale
| Acquisti | Acquisti           | Acquisti       | Acquisti |
| R.       | Nome               | da             | Modalità |
| -------- | ------------------ | -------------- | -------- |
| C        | Dragan Mihajlović  | Bellinzona     |          |
| A        | Giancarlo Varvelli | Vallée d'Aoste |          |
| D        | Emiliano Dudar     | D.C. United    |          |

| Cessioni | Cessioni      | Cessioni | Cessioni |
| R.       | Nome          | a        | Modalità |
| -------- | ------------- | -------- | -------- |
| D        | Saulo Decarli | Livorno  |          |

## Risultati

### Challenge League

#### Prima fase, girone di andata
| Vaduz 15 luglio 2012, ore 16:00 CEST 1ª giornata | Vaduz  | 0 – 0 referto | Chiasso | Rheinpark (1 217 spett.)\| Arbitro: \| Winter \| |
| Arbitro:                                         | Winter |               |         |                                                  |

| Arbitro: | Jancevski |

|             |           |                |
| Pimenta 56’ | Marcatori | 59’ Sejmenović |

| Aarau 29 luglio 2012, ore 16:00 CEST 3ª giornata | Aarau | 0 – 0 referto | Chiasso | Stadion Brügglifeld (2 400 spett.)\| Arbitro: \| Graf \| |
| Arbitro:                                         | Graf  |               |         |                                                          |

| Arbitro: | Schärer |

|  |           |                     |
|  | Marcatori | 13’ (rig.) Bengondo |

| Arbitro: | Erlachner |

|  |           |             |
|  | Marcatori | 61’ Becchio |

| Arbitro: | Wermelinger |

|                                                |           |            |
| Jahović 49’ (rig.), 57’, 90’ (rig.) Audino 84’ | Marcatori | 68’ Barras |

| Arbitro: | Klossner |

|                                               |           |                            |
| Facchinetti 1’ Decarli 60’ Pimenta 69’ (rig.) | Marcatori | 18’ Pergl 89’ (rig.) Yakın |

| Arbitro: | Erlachner |

|           |           |  |
| Yerly 26’ | Marcatori |  |

| Lugano 22 settembre 2012, ore 17:45 CEST 9ª giornata | Lugano    | 0 – 0 referto | Chiasso | Stadio di Cornaredo (3 111 spett.)\| Arbitro: \| Jaccottet \| |
| Arbitro:                                             | Jaccottet |               |         |                                                               |

#### Prima fase, girone di ritorno
| Arbitro: | Winter |

|  |           |            |
|  | Marcatori | 11’ Hasler |

| Arbitro: | Schnyder |

|             |           |              |
| Lüscher 32’ | Marcatori | 26’ Adeshina |

| Arbitro: | Jancevski |

|             |           |                                  |
| Mazzola 90’ | Marcatori | 16’ Yerly 65’ Đurić 67’ Tarchini |

| Arbitro: | Huwiler |

|  |           |             |
|  | Marcatori | 84’ N'Ganga |

| Arbitro: | Erlachner |

|                          |           |             |
| Doudin 29’, 33’ Coly 41’ | Marcatori | 85’ Pimenta |

| Arbitro: | Fähndrich |

|                      |           |                              |
| Pimenta 15’ Daud 89’ | Marcatori | 25’ Audino 40’, 69’ Mouangue |

| Arbitro: | Superczynski |

|              |           |                                 |
| Gherardi 68’ | Marcatori | 22’ Ianu 39’ Tosetti 83’ Milani |

| Arbitro: | Amhof |

|                     |           |  |
| D'Angelo 90’ (rig.) | Marcatori |  |

| Arbitro: | Bieri |

|                  |           |         |
| Pimenta 44’, 70’ | Marcatori | 56’ Rey |

#### Seconda fase, girone di andata
| Arbitro: | San |

|                       |           |              |
| Mihajlović 63’ (rig.) | Marcatori | 34’ Magnetti |

| Arbitro: | Fähndrich |

|  |           |               |
|  | Marcatori | 61’ Quaresima |

| Arbitro: | Jancevski |

|                       |           |            |
| Pimenta 61’ Dudar 70’ | Marcatori | 16’ Senger |

| Arbitro: | Huwiler |

|  |           |                                |
|  | Marcatori | 60’ Gaspar 65’ Milani 88’ Ianu |

| Arbitro: | Winter |

|                  |           |                  |
| Dudar 65’ (aut.) | Marcatori | 56’, 62’ Becchio |

| Arbitro: | Schärer |

|                                    |           |             |
| Freuler 21’ (rig.), 25’ Ferati 65’ | Marcatori | 32’ Pimenta |

| Arbitro: | Amhof |

|                                     |           |             |
| Daud 16’ Pimenta 25’ Mihajlović 31’ | Marcatori | 10’ Mazzola |

| Arbitro: | Superczynski |

|                         |           |  |
| Pimenta 27’ Becchio 90’ | Marcatori |  |

| Arbitro: | Hänni |

|                      |           |  |
| Silva 65’ Sadiku 87’ | Marcatori |  |

#### Seconda fase, girone di ritorno
| Arbitro: | San |

|  |           |              |
|  | Marcatori | 18’ Bengondo |

| Arbitro: | Winter |

|                         |           |                      |
| Bijelić 21’ Mustafi 31’ | Marcatori | 17’ Felitti 69’ Riva |

| Arbitro: | Klossner |

|             |           |                                         |
| Schürpf 60’ | Marcatori | 29’ Facchinetti 79’ Pimenta 89’ Becchio |

| Arbitro: | Schärer |

|  |           |                |
|  | Marcatori | 20’, 44’ Bašić |

| Arbitro: | Huwiler |

|                    |           |                              |
| Quaresima 72’, 73’ | Marcatori | 27’ (rig.) Vuleta 33’ Audino |

| Arbitro: | Jancevski |

|              |           |                        |
| Bilinovac 9’ | Marcatori | 25’ Dudar 65’ Gherardi |

| Arbitro: | Fähndrich |

|             |           |  |
| Lüscher 13’ | Marcatori |  |

| Arbitro: | Schärer |

|                  |           |               |
| Pimenta 56’, 78’ | Marcatori | 51’ Tighazoui |

| Arbitro: | Schnyder |

|                                                        |           |                       |
| Ukoh 65’ De Feo 66’ Doudin 75’ Safari 86’ Di Nardo 88’ | Marcatori | 10’ Dudar 61’ Pimenta |

### Coppa Svizzera
| 15 settembre 2012, ore 16:00 CEST Primo turno | Arlesheim | 1 – 3 | Chiasso |  |

| 11 novembre 2012, ore 14:30 CET Secondo turno | Chiasso | 1 – 4 | Basilea |  |

## Statistiche

### Statistiche di squadra
| Competizione     | Punti | In casa | In casa | In casa | In casa | In casa | In casa | In trasferta | In trasferta | In trasferta | In trasferta | In trasferta | In trasferta | Totale | Totale | Totale | Totale | Totale | Totale | DR  |
| Competizione     | Punti | G       | V       | N       | P       | Gf      | Gs      | G            | V            | N            | P            | Gf           | Gs           | G      | V      | N      | P      | Gf     | Gs     | DR  |
| ---------------- | ----- | ------- | ------- | ------- | ------- | ------- | ------- | ------------ | ------------ | ------------ | ------------ | ------------ | ------------ | ------ | ------ | ------ | ------ | ------ | ------ | --- |
| Challenge League | 47    | 18      | 7       | 3       | 8       | 22      | 25      | 18           | 6            | 5            | 7            | 20           | 26           | 36     | 13     | 8      | 15     | 42     | 51     | -9  |
| Coppa Svizzera   | -     | 1       | 0       | 0       | 1       | 1       | 4       | 1            | 1            | 0            | 0            | 3            | 1            | 2      | 1      | 0      | 1      | 4      | 5      | -1  |
| Totale           | 47    | 19      | 7       | 3       | 9       | 23      | 29      | 19           | 7            | 5            | 7            | 23           | 27           | 38     | 14     | 8      | 16     | 46     | 56     | -10 |

### Andamento in campionato
| Giornata  | 1 | 2 | 3 | 4 | 5 | 6 | 7 | 8 | 9 | 10 | 11 | 12 | 13 | 14 | 15 | 16 | 17 | 18 | 19 | 20 | 21 | 22 | 23 | 24 | 25 | 26 | 27 | 28 | 29 | 30 | 31 | 32 | 33 | 34 | 35 | 36 |
| --------- | - | - | - | - | - | - | - | - | - | -- | -- | -- | -- | -- | -- | -- | -- | -- | -- | -- | -- | -- | -- | -- | -- | -- | -- | -- | -- | -- | -- | -- | -- | -- | -- | -- |
| Luogo     | T | C | T | C | T | T | C | C | T | C  | T  | T  | C  | T  | C  | C  | T  | C  | C  | T  | C  | C  | T  | T  | C  | C  | T  | C  | T  | T  | C  | C  | T  | T  | C  | T  |
| Risultato | N | N | N | P | V | P | V | V | N | P  | N  | V  | P  | P  | P  | P  | P  | V  | N  | V  | V  | P  | V  | P  | V  | V  | P  | P  | N  | V  | P  | N  | V  | P  | V  | P  |
| Posizione | 4 | 5 | 6 | 7 | 6 | 7 | 6 | 5 | 5 | 7  | 6  | 5  | 6  | 8  | 8  | 8  | 9  | 8  | 8  | 7  | 6  | 7  | 6  | 6  | 5  | 5  | 5  | 5  | 5  | 5  | 5  | 5  | 5  | 5  | 5  | 6  |

Legenda:

Luogo: C = Casa; T = Trasferta. Risultato: V = Vittoria; N = Pareggio; P = Sconfitta.

### Statistiche dei giocatori
| S. Adeshina    | 14 | 1  | 2  | 0 |
| S. Barras      | 14 | 1  | 1  | 0 |
| A. Becchio     | 26 | 5  | 1  | 0 |
| A. Capelletti  | 33 | 0  | 0  | 1 |
| M. Croci-Torti | 25 | 0  | 6  | 0 |
| A. D'Aloia     | 0  | 0  | 0  | 0 |
| A. Daud        | 9  | 2  | 0  | 1 |
| S. Decarli     | 10 | 1  | 2  | 0 |
| E. Dudar       | 14 | 3  | 6  | 2 |
| M. Facchinetti | 30 | 2  | 8  | 0 |
| A. Felitti     | 22 | 1  | 6  | 0 |
| M. Fonseca     | 6  | 0  | 0  | 0 |
| D. Garetto     | 0  | 0  | 0  | 0 |
| A. Gherardi    | 24 | 2  | 2  | 0 |
| M. Maggetti    | 33 | 0  | 2  | 0 |
| M. Martinazzo  | 1  | 0  | 0  | 0 |
| S. Matoshi     | 15 | 0  | 0  | 0 |
| D. Mihajlović  | 13 | 2  | 1  | 1 |
| S. Noseda      | 4  | 0  | 0  | 0 |
| N. Padula      | 0  | 0  | 0  | 0 |
| L. Pimenta     | 27 | 14 | 6  | 1 |
| M. Quaresima   | 31 | 3  | 10 | 2 |
| S. Reclari     | 33 | 0  | 9  | 0 |
| D. Riva        | 16 | 1  | 4  | 0 |
| R. Riva        | 12 | 0  | 3  | 0 |
| T. Tarchini    | 23 | 1  | 4  | 0 |
| G. Varvelli    | 9  | 0  | 1  | 0 |
| D. Yerly       | 25 | 2  | 3  | 0 |
| I. Đurić       | 26 | 1  | 6  | 2 |